# ده علی مراد
ده علی مراد روستایی در دهستان مالمیر بخش سربند شهرستان شازند استان مرکزی ایران است.

## جمعیت
بر پایه سرشماری عمومی نفوس و مسکن در سال ۱۳۹۵ جمعیت این روستا ۱۱۲ نفر (۳۴خانوار) بوده‌است.